# Eliseo Gil
Eliseo Gil Zubillaga (Vitoria, 1961) es un arqueólogo español. Director de las excavaciones del yacimiento romano de Iruña-Veleia, fue el responsable del equipo arqueológico que, en la campaña 2005-6, alegó haber realizado los llamados "hallazgos excepcionales" en dicho yacimiento. Los mismos, una serie de ostraca con imágenes y palabras en latín, euskera y presuntos jeroglíficos egipcios, fueron datados entre los siglos III y VI y desencadenaron una fuerte polémica al ser exhibidos.
La controversia derivó en acusaciones de fraude contra Gil y su equipo, por lo cual la Diputación de Álava creó una comisión de expertos de diferentes ramas para estudiar dichos hallazgos. En noviembre de 2008, se determinó la falsedad de los mismos, lo cual provocó reacciones a favor y en contra de Eliseo Gil. 
En junio de 2020, como culminación del proceso judicial incoado contra él por su conducta al frente de la investigación arqueológica de Iruña-Veleia, Eliseo Gil fue hallado convicto de estafa y condenado a dos años y tres meses de cárcel.

## Biografía
Eliseo Gil nació en Vitoria, Álava (País Vasco, España) en el año 1961. Obtuvo la licenciatura en Geografía e Historia y realizó estudios de maestría en Patrimonio Arqueológico, Histórico y Artístico por la Universidad del País Vasco (UPV-EHU). Fue miembro de la comisión ejecutiva de la Sociedad de Estudios Vascos, de la revista de arqueología,  Instrumentum y del Consejo Internacional de Museos, así como coordinador general de los «Coloquios Internacionales sobre la romanización de Euskal Herria» en los años 1996 y 2000. 
Eliseo Gil fue autor de más de treinta publicaciones; sus principales líneas de investigación son la protohistoria y la etapa de dominio romano en el País Vasco. Entre sus publicaciones se pueden mencionar «Atxa. Poblado indígena y campamento militar romano» (1996), sobre el yacimiento arqueológico vitoriano de Atxa y, en colaboración con Idoia Filloy, «La romanización en Álava» (2001). Fue autor del capítulo «De bestias míticas y montañas infranqueables... : el largo proceso de ocupación de un territorio (desde la prehistoria al final del mundo romano)» en la obra colectiva «De Tubal a Aitor. Historia de Vasconia» (2002), dirigida por Iñaki Bazán.
Como arqueólogo participó en varias excavaciones, dirigiendo las de Atxa (Vitoria), Albeiurmendi (San Román de San Millán) e Iruña-Veleia; esta última por medio de la empresa de arqueología y gestión del patrimonio histórico «Lurmen, S.L.», de la cual era vicepresidente.

### Hallazgos de ostraca
En una conferencia de prensa durante el año 2006, Gil y su equipo anunciaron el hallazgo, según ellos, "revolucionario", de casi trescientos fragmentos de cerámica con inscripciones (conocidos técnicamente como ostraca) datados en principio entre los siglos III y VI de nuestra era. En los mismos aparecían supuestos jeroglíficos egipcios, la representación de un Calvario, diversas escenas de la vida cotidiana y muchos textos en latín y, sorprendentemente, en lengua euskera. Estos últimos llamaron la atención por tratarse de los primeros testimonios escritos de esa lengua, algo único en la epigrafía de la época, y por el sorprendente parecido de las formas atestiguadas con las de la lengua actual. El conjunto de los hallazgos suponían un cambio radical en los paradigmas vigentes de la epigrafía, la iconografía y la filología de varias, desafiando tanto el consenso académico como las hipótesis sobre la historia, la sociedad y la religión del imperio romano. Por otra parte, la comunicación de los hallazgos a través de los medios masivos y no, como es habitual, en revistas especializadas con revisión por pares, suscitaron suspicacia entre numerosos investigadores.

### Condena por estafa
La autenticidad de los hallazgos fue cuestionada por múltiples arqueólogos y filólogos, lo que llevó a la Diputación a denunciar a Gil y su empresa. En 2018, la Audiencia Provincial de Álava confirmó la existencia de indicios de delito suficientes para juzgar a Eliseo Gil, un socio y un trabajador por presunta estafa y daños. En 2020 la Audiencia Provincial halló culpables de estafa a Eliseo Gil y a su colaborador Rubén Cerdán.

## Algunas publicaciones
- El poblamiento en el territorio alavés en época romana, en Isturitz: Cuadernos de prehistoria - arqueología, ISSN 1137-4489, N.º 8, 1997 (ejemplar dedicado a: Primer coloquio internacional sobre la Romanización en Euskal Herria. Tomo I ), pags. 23-52.
- Iconografía cristiana sobre sigillata tardía de Iruña/Veleia, en Isturitz: Cuadernos de prehistoria - arqueología, ISSN 1137-4489, N.º 9, 1997 (ejemplar dedicado a: Primer coloquio internacional sobre la romanización en Euskal Herria. Tomo II), pags. 817-821.
- Memoria de la intervención arqueológica en el yacimiento de San Juan (Salinillas de Buradón) 1992, en Estudios de Arqueología Alavesa, ISSN 0425-3507, N.º. 18, 1993, pags. 27-84.
- Testimonios arqueológicos en torno al mundo militar romano en Vasconia/Euskal Herria, en Arqueología militar romana en Hispania, coordinado por Ángel Morillo Cerdán, 2002, ISBN 84-86547-64-4, pags. 245-274.
- La romanización en Álava: catálogo de la exposición permanente sobre Álava en época romana del Museo de Arqueología de Álava (con Idoia Filloy), 2000, ISBN 84-7821-422-4.
- De bestias míticas y montañas infranqueables... : el largo proceso de ocupación de un territorio (desde la prehistoria al final del mundo romano) en De Túbal a Aitor: historia de Vasconia, coordinado por Iñaki Bazán, 2002, ISBN 84-9734-083-3, pags. 21-160.
- Testimonios en torno al termalismo de época romana en el territorio alavés (con Idoia Filloy), en Termalismo antiguo: I Congreso peninsular : actas: Arnedillo (La Rioja), 3-5 de octubre de 1996, 1997, ISBN 84-362-3603-3, pags. 391-400.